# Gorgona (Kolumbien)

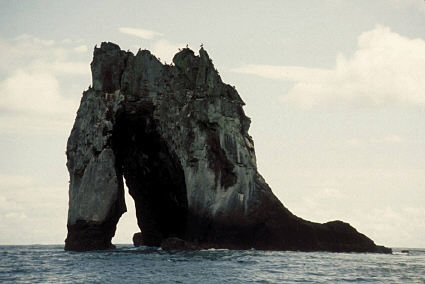
Eine der zahlreichen Klippen vor Gorgona

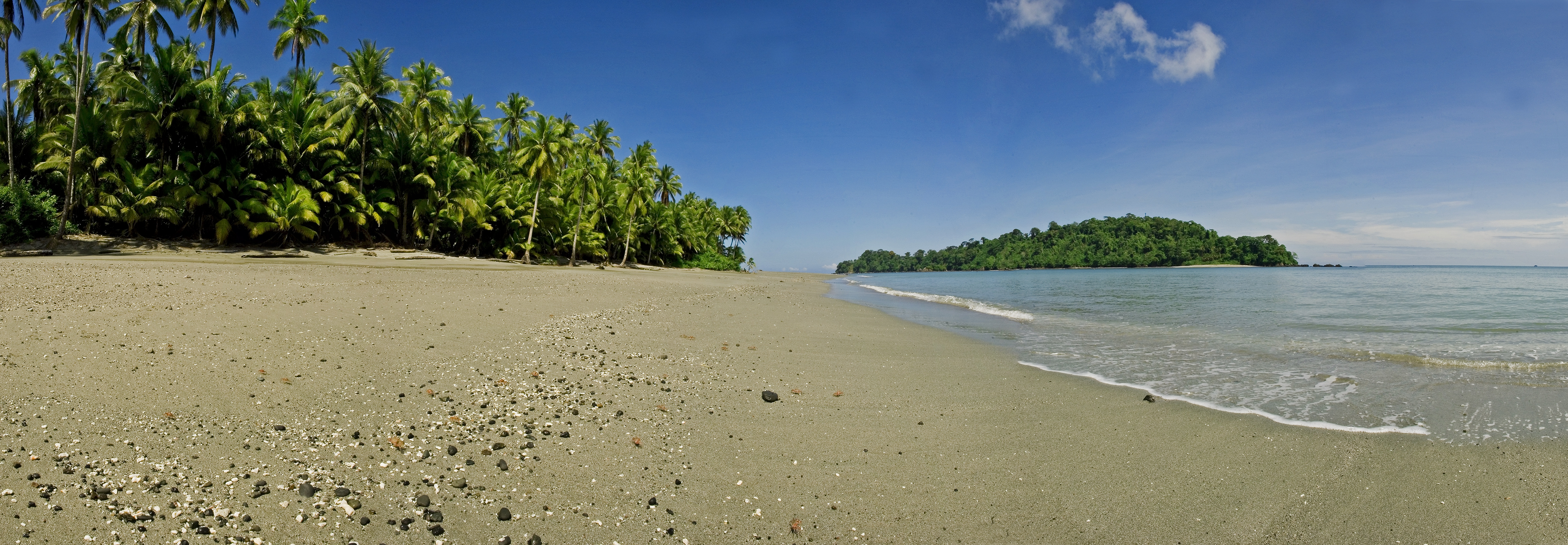
Strand auf Gorgona (mit Gorgonilla)

Gorgona ist eine unbewohnte Insel rund 28 km von dem Festland Kolumbiens bei Punta Reyes entfernt im Pazifischen Ozean. Administrativ gehört sie zum kolumbianischen Departamento del Cauca und darin zur Gemeinde (municipio) Guapi.

## Geographie
Gorgona hat eine Länge von etwa 9 km, eine Breite von bis zu 2,5 km und weist eine Fläche von etwa 24 km² auf. Die Insel erreicht im Cerro La Trinidad eine Höhe von 338 m über dem Meer. Die Durchschnittstemperatur liegt bei 29 Grad Celsius. Die Monate mit dem höchsten Niederschlag sind September und Oktober. 
Im Südwesten ist die wesentlich kleinere Nebeninsel Gorgonilla vorgelagert, getrennt durch die rund 400 Meter breite Meeresstraße Paso de Tasca.
Der Froschlurch Atelopus gracilis kommt nur auf Gorgona vor.

## Geschichte
Den Namen erhielten sie von Francisco Pizarro, der 1527 auf dem Weg nach Peru auf sie stieß, die aber auch schon in präkolumbischen Zeiten als Bindeglied zwischen Mittelamerika und Peru galt. Auf der Insel leben viele Schlangen, die auch heute noch Forschungsziel sind. Es existieren viele Süßwasserbäche. Der Name Gorgona bezieht sich auf die Gorgonen, die in der griechischen Mythologie Schlangen als Haare trugen. Später wurde sie zu einem Stützpunkt für Piraten. Simón Bolívar schenkte die Insel dem deutschen Soldaten Friedrich D'Croz (Federico D'Croz) als Dank für die Verdienste um die Unabhängigkeit Kolumbiens, 1959 wurde sie vom Staat Kolumbien zurückgekauft, um daraus eine Gefängnisinsel mit bis zu 2.500 Gefangenen zu machen, 1984 wurde sie zum Nationalpark erklärt. Im August und September ziehen die Buckelwale an der Insel vorbei. Die Inseln sind heute ein beliebtes Ziel für Ökotourismus der über die kolumbianische Nationalparksbehörde UAESPNN (Unidad Administrativa Especial del Sistema de Parques Nacionales Naturales) abläuft.

## Nationalpark
Die Fläche der Insel wurde 1984 zum Nationalpark erklärt.